# Горностаевка (пункт пропуска)
Горноста́евка (укр. Горностаївка) — пункт пропуска через государственную границу Украины на границе с Белоруссией.
Расположен в Черниговской области, Репкинский район, на одноимённой железнодорожной станции у пгт Добрянка в 4 километрах от села Горностаевка на железнодорожном отрезке Чернигов — Гомель. С белорусской стороны находится пункт пропуска «Терюха».
Вид пункта пропуска — железнодорожный. Статус пункта пропуска — международный.
Характер перевозок — пассажирский, грузовой.
Кроме таможенного и пограничного контроля может осуществлять санитарный, фитосанитарный, ветеринарный и экологический контроль.
Пункт пропуска входит в состав таможенного поста «Чернигов — железнодорожный» черниговской таможни. Код пункта пропуска — 10208 08 00 (12).

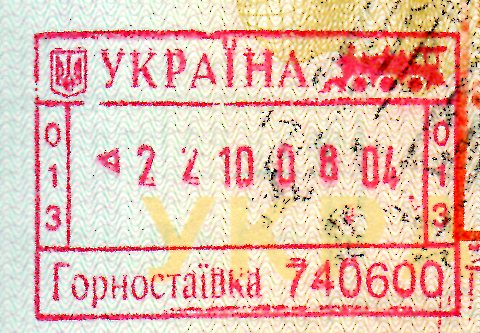
Штамп пункта пропуска